# Стари Градок
Стари Градок (словац. Starý Hrádok) — село, громада округу Левіце, Нітранський край. Кадастрова площа громади — 6.57 км².
Населення 203 особи (станом на 31 грудня 2018 року).

## Історія
Стари Градок згадується 1239 року.

## Населення
| Рік:            | 1994. | 2004.   | 2014.   | 2024.    |
| --------------- | ----- | ------- | ------- | -------- |
| Кількість осіб: | 183   | 174     | 187     | 233      |
| Різниця:        |       | -4,91 % | +7,47 % | +24,59 % |

| Рік:            | 2023. | 2024.   |
| --------------- | ----- | ------- |
| Кількість осіб: | 225   | 233     |
| Різниця:        |       | +3,55 % |